# おとなのいい旅北海道
おとなのいい旅 北海道（おとなのいいたび ほっかいどう）は、リクルート社が発行していた、北海道旅行専門雑誌である。2008年5月20日発売の09号を最後に休刊。雑誌とウェブサイトの連動を売りにしている。特別付録に北海道旅行に関する映像情報の入ったDVDが付いている。編集長はヒロ中田。
季刊（2月、5月、8月、11月の各20日発売）で、毎号テーマごとに4パターン程度の旅程案を提示、旅程案紹介とともに旅館やホテルの紹介記事が充実する。
雑誌とウェブが連動しており、雑誌で取り上げた内容について、ウェブで詳細を確認できるほか、編集長ヒロ中田のブログ、担当編集者のブログなどを読むことができる。また、雑誌で取り上げた旅館、ホテルは、ウェブから直接じゃらんnetの予約ページにリンクしている。
同じ版元である北海道じゃらんと編集長が共通であり、当雑誌企画で誕生、もしくは後援した「白いプリン」「オホーツク北見塩やきそば」「オホーツク紋別ホワイトカレー」などの紹介も行っている。これらの食の企画については、ヒロ中田のブログ（ヒロ中田新聞）でも確認できる。
野口観光や鶴雅リゾートが多くの広告提供をしており、本文でもこれら2社の旅館が紹介されている。